# Álsey
Álsey är en 0,25 km² stor ö i ögruppen Västmannaöarna.